# Липаны (племя)

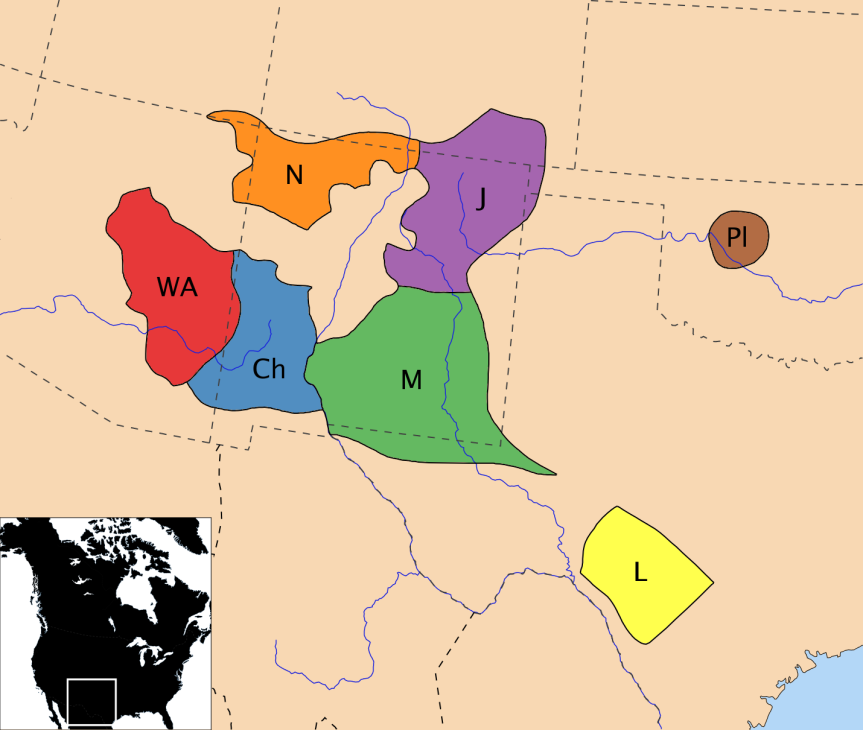
Историческая область расселения апачей в XVIII веке: западные апачи (WA), чирикауа (Ch), мескалеро (M), хикарилья (J), липаны (L), кайова-апачи (PI)

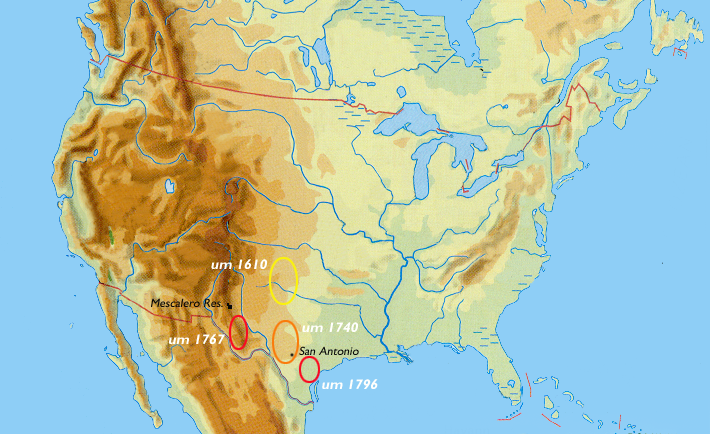
Историческая область расселения липанов

Липа́ны, липа́н-апа́чи — индейское атабаскоязычное племя юга Великих Равнин. Сами липаны называли себя наижан — наши, свои.

## История
По всем основным характеристикам липаны были схожи с остальными апачами. Европейцы считали их едва ли не самым свирепым и жестоким народом на Южных равнинах. Существует много упоминаний о том, что липаны практиковали каннибализм в XVIII веке.
В результате эпидемий и войн с команчами, ютами, уичита, хикарийя и испанцами численность липанов сильно сократилась. Несмотря на попытки поддерживать мирные отношения с американцами, липаны совершали набеги на поселения белых людей до конца 1870-х годов. Возрастающее давление со стороны поселенцев Техаса привело к разделению племени : часть присоединилась к тонкава, часть — к мескалеро, часть — к кайова-апачам, а остальные ушли в Мексику вместе с кикапу. Лишь в 1905 году мексиканские липаны вернулись в США и поселились в резервации мескалеро в Нью-Мексико.
В 1940 году потомки липанов насчитывали всего 35 человек, разбросанных среди тонкава, мескалеро и кайова-апачей. В 2000 году численность липанов вместе с метисами составляла 208 человек.